# مرحلة خروج المغلوب من دوري أوروبا 2011–12
مرحلة خروج المغلوب من الدوري الأوروبي 2011–12 بدأت يوم 14 فبراير حين لعبت مباريات دور الـ32، وسوف تختتم يوم 9 مايو في النهائي على الملعب الوطني في بوخارست، رومانيا.
الأوقات لغاية 24 مارس 2012 (دور الـ32 ودور الـ16) حسب ت.و.أ (ت ع م+01:00)، بعد ذلك (ربع النهائي حتى النهائي) تصبح الأوقات حسب ت.ص.و.أ (ت ع م+02:00).

## جدول المواعيد
سوف تقام جميع قرعات المرحلة في مقر الاتحاد الأوروبي لكرة القدم في نيون، سويسرا.
| الدور         | موعد وتوقيت القرعة   | المواجهة الأولى                        | المواجهة الثانية                       |
| ------------- | -------------------- | -------------------------------------- | -------------------------------------- |
| دور الـ32     | 16 ديسمبر 2011 13:00 | 16 فبراير 2012                         | 23 فبراير 2012                         |
| دور الستة عشر | 16 ديسمبر 2011 13:00 | 8 مارس 2012                            | 15 مارس 2012                           |
| ربع النهائي   | 16 مارس 2012 13:00   | 29 مارس 2012                           | 5 أبريل 2012                           |
| نصف النهائي   | 16 مارس 2012 13:00   | 19 أبريل 2012                          | 26 أبريل 2012                          |
| النهائي       | 16 مارس 2012 13:00   | 9 مايو 2012 على الملعب الوطني، بوخارست | 9 مايو 2012 على الملعب الوطني، بوخارست |

## دور الـ32
لعبت المواجهات الأولى يوم 14 و16 فبراير، والمواجهات الثانية ستلعب يومي 22 و23 فبراير 2012.

| الفريق الأول     | إجم.    | الفريق الثاني   | مباراة الذهاب | مباراة الإياب |
| ---------------- | ------- | --------------- | ------------- | ------------- |
| بورتو            | 1–6     | مانشستر سيتي    | 1–2           | 0–4           |
| أياكس أمستردام   | 2–3     | مانشستر يونايتد | 0–2           | 2–1           |
| لوكوموتيف موسكو  | 2–2 (خ) | أتلتيك بيلباو   | 2–1           | 0–1           |
| ريد بل زالتسبورغ | 1–8     | ميتاليست خاركيف | 0–4           | 1–4           |
| ستوك سيتي        | 0–2     | فالنسيا         | 0–1           | 0–1           |
| روبين كازان      | 0–2     | أولمبياكوس      | 0–1           | 0–1           |
| إي زد ألكمار     | 2–0     | رويال أندرلخت   | 1–0           | 1–0           |
| لاتسيو           | 1–4     | أتلتيكو مدريد   | 1–3           | 0–1           |
| ستيوا بوخارست    | 0–2     | تفينتي أنشخيدة  | 0–1           | 0–1           |
| فيكتوريا بلزن    | 2–4     | شالكه 04        | 1–1           | 1–3 (ب.و.إ.)  |
| فيسوا كراكوف     | 1–1 (خ) | ستاندارد لييج   | 1–1           | 0–0           |
| سبورتينغ براغا   | 1–2     | بشكتاش          | 0–2           | 1–0           |
| أودينيزي         | 3–0     | باوك            | 0–0           | 3–0           |
| طرابزون سبور     | 2–6     | آيندهوفن        | 1–2           | 1–4           |
| هانوفر 96        | 3–1     | كلوب بروج       | 2–1           | 1–0           |
| ليغيا وارسو      | 2–3     | سبورتينغ لشبونة | 2–2           | 0–1           |

### المواجهة الأولى
| روبين كازان | 0–1   | أولمبياكوس |
| ----------- | ----- | ---------- |
|             | تقرير | فوستر 72'  |

| براغا | 0–2   | بشكتاش                |
| ----- | ----- | --------------------- |
|       | تقرير | سيفوك 37' · سيماو 58' |

| لوكوموتيف موسكو                    | 2–1   | أتلتيك بيلباو |
| ---------------------------------- | ----- | ------------- |
| غلوشاكوف 61' (ركلة.) · كايسيدو 71' | تقرير | مونياين 35'   |

| أياكس | 0–2   | مانشستر يونايتد          |
| ----- | ----- | ------------------------ |
|       | تقرير | يونغ 59' · تشيشاريتو 85' |

| ريد بل سالزبورغ | 0–4   | ميتاليست خاركيف                               |
| --------------- | ----- | --------------------------------------------- |
|                 | تقرير | تايسون 1' · كريستالدو 38'، 41' · ديفيتش 90+2' |

| إي زد ألكمار | 1–0   | رويال أندرلخت |
| ------------ | ----- | ------------- |
| ماهر 35'     | تقرير |               |

| لاتسيو    | 1–3   | أتلتيكو مدريد                |
| --------- | ----- | ---------------------------- |
| كلوزه 19' | تقرير | أدريان 25' · فالكاو 37'، 63' |

| فيكتوريا بلزن | 1–1   | شالكه 04     |
| ------------- | ----- | ------------ |
| داريدا 22'    | تقرير | هونتيلار 75' |

| ليغيا وارسو             | 2–2   | سبورتينغ لشبونة         |
| ----------------------- | ----- | ----------------------- |
| فافجينياك 37' · جول 79' | تقرير | كاريكو 60' · سانتوس 88' |

| بورتو      | 1–2   | مانشستر سيتي                  |
| ---------- | ----- | ----------------------------- |
| فاريلا 27' | تقرير | بيريرا 55' (ضد.) · أغويرو 84' |

| ستوك سيتي | 0–1   | فالنسيا   |
| --------- | ----- | --------- |
|           | تقرير | توبال 36' |

| ستيوا بوخارست | 0–1   | تفينتي  |
| ------------- | ----- | ------- |
|               | تقرير | جون 53' |

| فيسوا كراكوف | 1–1   | ستاندارد لييج      |
| ------------ | ----- | ------------------ |
| Genkov 88'   | تقرير | Cyriac 27' (ركلة.) |

| أودينيزي | 0–0   | باوك |
| -------- | ----- | ---- |
|          | تقرير |      |

| طرابزون سبور | 1–2   | آيندهوفن                 |
| ------------ | ----- | ------------------------ |
| أدين 33'     | تقرير | ماتافز 6' · تويفونين 12' |

| هانوفر 96                         | 2–1   | كلوب بروج   |
| --------------------------------- | ----- | ----------- |
| سوبييخ 73' · شلاودراف 81' (ركلة.) | تقرير | ليستيين 51' |

ملاحظات
- Note 1: Rubin Kazan played their home match at ملعب لوجنيكي، موسكو as the grass pitch at their own Central Stadium might not be in good enough condition because of the cold.[18]
- Note 2: Lokomotiv Moscow played their home match at ملعب لوجنيكي، موسكو as the grass pitch at their own Lokomotiv Stadium might not be in good enough condition because of the cold.[19]

### المواجهة الثانية
| مانشستر سيتي                                    | 4–0   | بورتو |
| ----------------------------------------------- | ----- | ----- |
| أغويرو 1' · دجيكو 76' · سيلفا 84' · بيتزارو 86' | تقرير |       |

فاز مانشستر سيتي 6–1 في المجموع.
| أتلتيك بيلباو | 1–0   | لوكوموتيف موسكو |
| ------------- | ----- | --------------- |
| مونياين 62'   | تقرير |                 |

2–2 في المجموع. فاز أتلتيك بيلباو بفارق الأهداف خارج الديار.
| فالنسيا   | 1–0   | ستوك سيتي |
| --------- | ----- | --------- |
| جوناس 24' | تقرير |           |

فاز فالنسيا 2–0 في المجموع.
| تفينتي      | 1–0   | ستيوا بوخارست |
| ----------- | ----- | ------------- |
| الشاذلي 29' | تقرير |               |

فاز تفينتي 2–0 في المجموع.
| ستاندارد لييج | 0–0   | فيسوا كراكوف |
| ------------- | ----- | ------------ |
|               | تقرير |              |

1–1 في المجموع. فاز ستاندارد لييج بفارق الأهداف خارج الديار.
| باوك | 0–3   | أودينيزي                                          |
| ---- | ----- | ------------------------------------------------- |
|      | تقرير | دانيلو 6' · فلورو فلوريس 15' · دوميزي 51' (ركلة.) |

فاز أودينيزي 3–0 في المجموع.
| آيندهوفن                                            | 4–1   | طرابزون سبور |
| --------------------------------------------------- | ----- | ------------ |
| ميرتنز 15' (ركلة.) · ماتافز 31'، 53' · ستروتمان 38' | تقرير | يلماز 43'    |

فاز آيندهوفن 6–2 في المجموع.
| كلوب بروج | 0–1   | هانوفر 96 |
| --------- | ----- | --------- |
|           | تقرير | ديوف 21'  |

فاز هانوفر 3–1 في المجموع.
| مانشستر يونايتد | 1–2   | أياكس                         |
| --------------- | ----- | ----------------------------- |
| تشيشاريتو 6'    | تقرير | أوزبيليز 37' · ألدرفيريلد 87' |

فاز مانشستر يونايتد 3–2 في المجموع.
| ميتاليست خاركيف                                              | 4–1   | ريد بل سالزبورغ |
| ------------------------------------------------------------ | ----- | --------------- |
| هينتريغر 28' (ضد.) · كريستالدو 62' · بلانكو 63' · مارلوس 87' | تقرير | يانتشر 56'      |

فاز ميتاليست خاركيف 8–1 في المجموع.
| أولمبياكوس | 1–0   | روبين كازان |
| ---------- | ----- | ----------- |
| جبور 14'   | تقرير |             |

فاز أولمبياكوس 2–0 في المجموع.
| رويال أندرلخت | 0–1   | إي زد ألكمار |
| ------------- | ----- | ------------ |
|               | تقرير | مارتينز 54'  |

فاز إي زد ألكمار 2–0 في المجموع.
| أتلتيكو مدريد | 1–0   | لاتسيو |
| ------------- | ----- | ------ |
| غودين 48'     | تقرير |        |

فاز أتلتيكو مدريد 4–1 في المجموع.
| شالكه 04                  | 3–1 (ب.و.إ.) | فيكتوريا بلزن |
| ------------------------- | ------------ | ------------- |
| هونتيلار 8'، 106'، 120+1' | تقرير        | رايتورال 88'  |

فاز شالكه 4–2 في المجموع.
| بشكتاش | 0–1   | براغا    |
| ------ | ----- | -------- |
|        | تقرير | ليما 25' |

فاز بشكتاش 2–1 في المجموع.
| سبورتينغ لشبونة | 1–0   | ليغيا وارسو |
| --------------- | ----- | ----------- |
| فرنانديز 84'    | تقرير |             |

فاز سبورتينغ لشبونة 3–2 في المجموع.

## دور الـ16
| الفريق الأول    | إجم.    | الفريق الثاني | مباراة الذهاب | مباراة الإياب |
| --------------- | ------- | ------------- | ------------- | ------------- |
| ميتاليست خاركيف | 2–2 (خ) | أولمبياكوس    | 0–1           | 2–1           |
| سبورتينغ لشبونة | 3–3 (خ) | مانشستر سيتي  | 1–0           | 2–3           |
| تفينتي أنشخيدة  | 2–4     | شالكه 04      | 1–0           | 1–4           |
| ستاندارد لييج   | 2–6     | هانوفر 96     | 2–2           | 0–4           |
| فالنسيا         | 5–3     | آيندهوفن      | 4–2           | 1–1           |
| إي زد ألكمار    | 3–2     | أودينيزي      | 2–0           | 1–2           |
| أتلتيكو مدريد   | 6–1     | بشكتاش        | 3–1           | 3–0           |
| مانشستر يونايتد | 3–5     | أتلتيك بيلباو | 2–3           | 1–2           |

## ربع النهائي
| الفريق الأول    | إجم. | الفريق الثاني   | مباراة الذهاب | مباراة الإياب |
| --------------- | ---- | --------------- | ------------- | ------------- |
| إي زد ألكمار    | 2–5  | فالنسيا         | 2–1           | 0–4           |
| شالكه 04        | 4–6  | أتلتيك بيلباو   | 2–4           | 2–2           |
| سبورتينغ لشبونة | 3–2  | ميتاليست خاركيف | 2–1           | 1–1           |
| أتلتيكو مدريد   | 4–2  | هانوفر 96       | 2–1           | 2–1           |

### المواجهات الأولى
| إي زد ألكمار               | 2–1   | فالنسيا   |
| -------------------------- | ----- | --------- |
| هولمان 45+1' · مارتينز 79' | تقرير | توبال 52' |

| شالكه 04       | 2–4   | أتلتيك بيلباو                                    |
| -------------- | ----- | ------------------------------------------------ |
| راؤول 22'، 60' | تقرير | يورينتي 20'، 73' · دي ماركوس 81' · مونياين 90+3' |

| سبورتينغ لشبونة           | 2–1   | ميتاليست خاركيف               |
| ------------------------- | ----- | ----------------------------- |
| إسماعيلوف 51' · إنسوا 64' | تقرير | كلايتون كزافييه 90+1' (ركلة.) |

| أتلتيكو مدريد          | 2–1   | هانوفر 96 |
| ---------------------- | ----- | --------- |
| فالكاو 9' · سالفيو 89' | تقرير | ديوف 38'  |

## نصف النهائي
| الفريق الأول    | إجم. | الفريق الثاني | مباراة الذهاب | مباراة الإياب |
| --------------- | ---- | ------------- | ------------- | ------------- |
| أتلتيكو مدريد   | 5–2  | فالنسيا       | 4–2           | 1–0           |
| سبورتينغ لشبونة | 3–4  | أتلتيك بيلباو | 2–1           | 1–3           |

### مباريات الذهاب
| أتلتيكو مدريد                              | 4–2   | فالنسيا                      |
| ------------------------------------------ | ----- | ---------------------------- |
| فالكاو 18'، 78' · ميراندا 49' · أدريان 54' | تقرير | جوناس 45+3' · ر. كوستا 90+4' |

| سبورتينغ لشبونة       | 2–1   | أتلتيك بيلباو  |
| --------------------- | ----- | -------------- |
| إنسوا 76' · كابيل 80' | تقرير | أورتينيتزي 54' |

### مباريات الإياب
| فالنسيا | 0–1   | أتلتيكو مدريد |
| ------- | ----- | ------------- |
|         | تقرير | أدريان 60'    |

فاز أتلتيكو مدريد 5–2 في المجموع.
| أتلتيك بيلباو                           | 3–1   | سبورتينغ لشبونة    |
| --------------------------------------- | ----- | ------------------ |
| سوسايتا 17' · إيباي 45+1' · يورينتي 88' | تقرير | فان فولفسفينكل 44' |

فاز أتلتيك بيلباو 4–3 في المجموع.

## النهائي
| أتلتيكو مدريد                            | 3–0   | أتلتيك بيلباو |
| ---------------------------------------- | ----- | ------------- |
| راداميل فالكاو 7'، 34' · دييغو ريباس 85' | تقرير |               |